# 1995 FB21
1995 FB21, também escrito como 1995 FB21, é um objeto transnetuniano (TNO) que está localizado no cinturão de Kuiper, uma região do Sistema Solar. Ele é classificado como um cubewano. Ele possui uma magnitude absoluta (H) de 7,5 e, tem um diâmetro estimado com cerca de 139 km, por isso é pouco provável que possa ser classificado como um planeta anão, devido ao seu tamanho relativamente pequeno.

## Descoberta
1995 FB21 foi descoberto no dia 29 de março de 1995 pelos astrônomos S. F. Green e N. McBride.

## Órbita
A órbita de 1995 FB21 tem uma excentricidade de 0.000 e possui um semieixo maior de 42.426 UA. O seu periélio leva o mesmo a uma distância de 42.426 UA em relação ao Sol e seu afélio a 42.426.